# 康维尔双教堂村
康维尔双教堂村（法語：Canville-les-Deux-Églises，法語發音：[kɑ̃vil le dø.z‿eɡliz]）是法国滨海塞纳省的一个市镇，属于鲁昂区。

## 地理
康维尔双教堂村（49°46'11"N, 0°50'25"E）面积5.77 平方千米，位于法国诺曼底大区滨海塞纳省，该省份为法国北部沿海省份，其西部及北部濒大西洋英吉利海峡，东起顺时针与索姆省、瓦兹省、厄尔省和卡爾瓦多斯省接壤。
与康维尔双教堂村接壤的市镇（或旧市镇、城区）包括：欧蒂尼、布拉姆托、布雷特维尔圣洛朗、贡兹维尔。

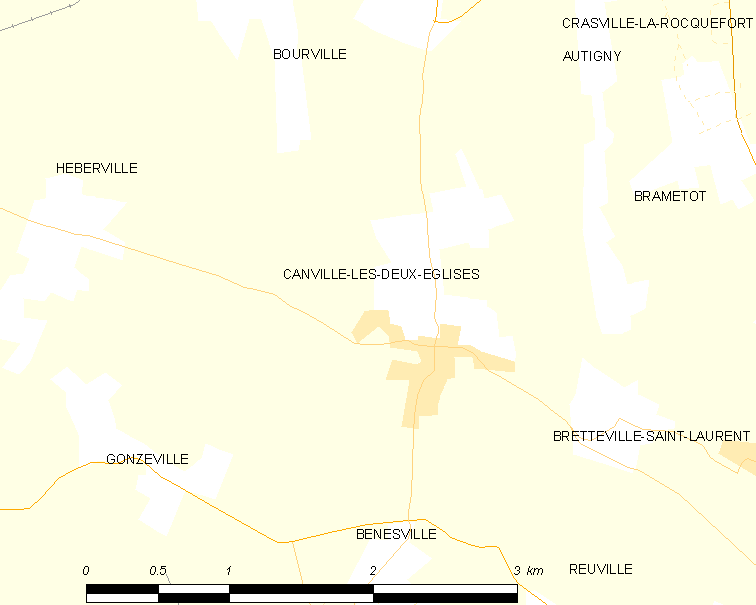
康维尔双教堂村的OSM定位图

康维尔双教堂村的时区为UTC+01:00、UTC+02:00（夏令时）。

## 行政
康维尔双教堂村的邮政编码为76560，INSEE市镇编码为76158。

## 政治
康维尔双教堂村所属的省级选区为伊沃托县。

## 人口

1962-2008年间康维尔双教堂村人口变化图示

康维尔双教堂村于2022年1月1日时的人口数量为307人。